# Salomé (Nord)
Pour les articles homonymes, voir Salomé.
Salomé est une commune française située dans le département du Nord, en région Hauts-de-France. Elle fait partie de la Métropole européenne de Lille.

## Géographie

### Situation

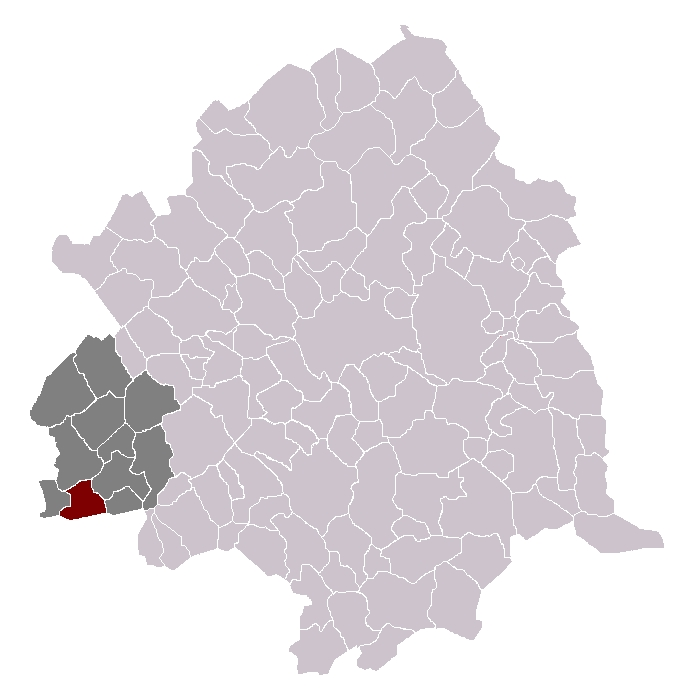
Salomé dans son canton et son arrondissement

Au carrefour d'un réseau fluvial et routier, à la limite de l'ex-bassin houiller du Pas-de-Calais, et desservie par le canal d'Aire-à-La Bassée qui la relie au canal à grand gabarit Valenciennes-Dunkerque, le village possède les atouts d'une économie dynamique et accueille de nombreuses entreprises.

### Communes limitrophes
|           | Illies  | Marquillies   |
| La Bassée | Salomé  | Hantay        |
|           | Douvrin | Billy-Berclau |

### Hydrographie

#### Réseau hydrographique
La commune est située dans le bassin Artois-Picardie. Elle est drainée par le canal d'Aire à la Bassée, le Courant Saint-Martin, l'Ancien canal d'Aire à la Bassée, le Grand Moisnil, le Hantay et un autre petit cours d'eau,.
Le canal d'Aire à la Bassée, d'une longueur de 39 km, prend sa source dans la commune de Bauvin et se jette  dans la Lys à Aire-sur-la-Lys, après avoir traversé 20 communes.

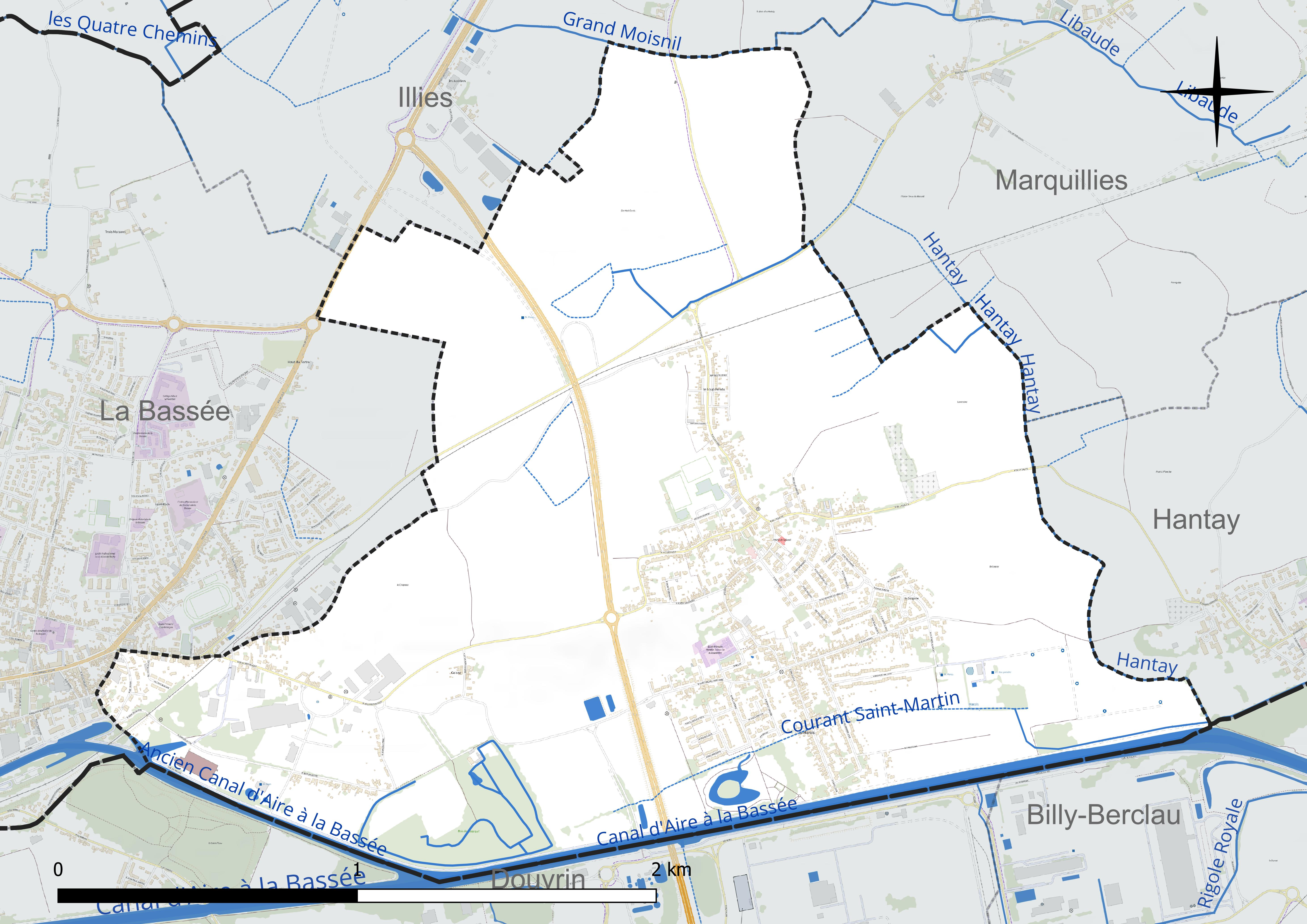
Réseau hydrographique de Salomé.

#### Gestion et qualité des eaux
Le territoire communal est couvert par le schéma d'aménagement et de gestion des eaux (SAGE) « Marque Deûle ». Ce document de planification concerne un territoire de 1 120 km2 de superficie, délimité par les bassins versants de la Marque et de la Deûle, formant une vaste cuvette sédimentaire de 40 km de long et de 25 km de large, où la pente est très faible. Le périmètre a été arrêté le 2 décembre 2005 et le SAGE proprement dit a été approuvé le 9 mars 2020. La structure porteuse de l'élaboration et de la mise en œuvre est la Métropole européenne de Lille.
La qualité des cours d'eau peut être consultée sur un site dédié géré par les agences de l'eau et l'Agence française pour la biodiversité.

### Climat
Pour des articles plus généraux, voir Climat des Hauts-de-France et Climat du Nord.
En 2010, le climat de la commune est de type climat océanique dégradé des plaines du Centre et du Nord, selon une étude du CNRS s'appuyant sur une série de données couvrant la période 1971-2000. En 2020, Météo-France publie une typologie des climats de la France métropolitaine dans laquelle la commune est exposée à un climat océanique et est dans la région climatique  Nord-est du bassin Parisien, caractérisée par un ensoleillement médiocre, une pluviométrie moyenne régulièrement répartie au cours de l'année et un hiver froid (3 °C).
Pour la période 1971-2000, la température annuelle moyenne est de 10,5 °C, avec une amplitude thermique annuelle de 14,3 °C. Le cumul annuel moyen de précipitations est de 700 mm, avec 12,1 jours de précipitations en janvier et 8,8 jours en juillet. Pour la période 1991-2020, la température moyenne annuelle observée sur la station météorologique la plus proche, située sur la commune de Lesquin à 20 km à vol d'oiseau, est de 11,3 °C et le cumul annuel moyen de précipitations est de 740,0 mm,. Pour l'avenir, les paramètres climatiques de la commune estimés pour 2050 selon différents scénarios d'émission de gaz à effet de serre sont consultables sur un site dédié publié par Météo-France en novembre 2022.

## Urbanisme

### Typologie
Au 1er janvier 2024, Salomé est catégorisée bourg rural, selon la nouvelle grille communale de densité à sept niveaux définie par l'Insee en 2022.
Elle appartient à l'unité urbaine de Béthune, une agglomération inter-départementale regroupant 94  communes, dont elle est une commune de la banlieue,,. Par ailleurs la commune fait partie de l'aire d'attraction de Lille (partie française), dont elle est une commune de la couronne,. Cette aire, qui regroupe 201 communes, est catégorisée dans les aires de 700 000 habitants ou plus (hors Paris),.

### Occupation des sols
L'occupation des sols de la commune, telle qu'elle ressort de la base de données européenne d'occupation biophysique des sols Corine Land Cover (CLC), est marquée par l'importance des territoires agricoles (73,7 % en 2018), en diminution par rapport à 1990 (78,1 %). La répartition détaillée en 2018 est la suivante : 
terres arables (73,7 %), zones urbanisées (17,4 %), zones industrielles ou commerciales et réseaux de communication (8,7 %), milieux à végétation arbustive et/ou herbacée (0,2 %). L'évolution de l'occupation des sols de la commune et de ses infrastructures peut être observée sur les différentes représentations cartographiques du territoire : la carte de Cassini (XVIIIe siècle), la carte d'état-major (1820-1866) et les cartes ou photos aériennes de l'IGN pour la période actuelle (1950 à aujourd'hui).

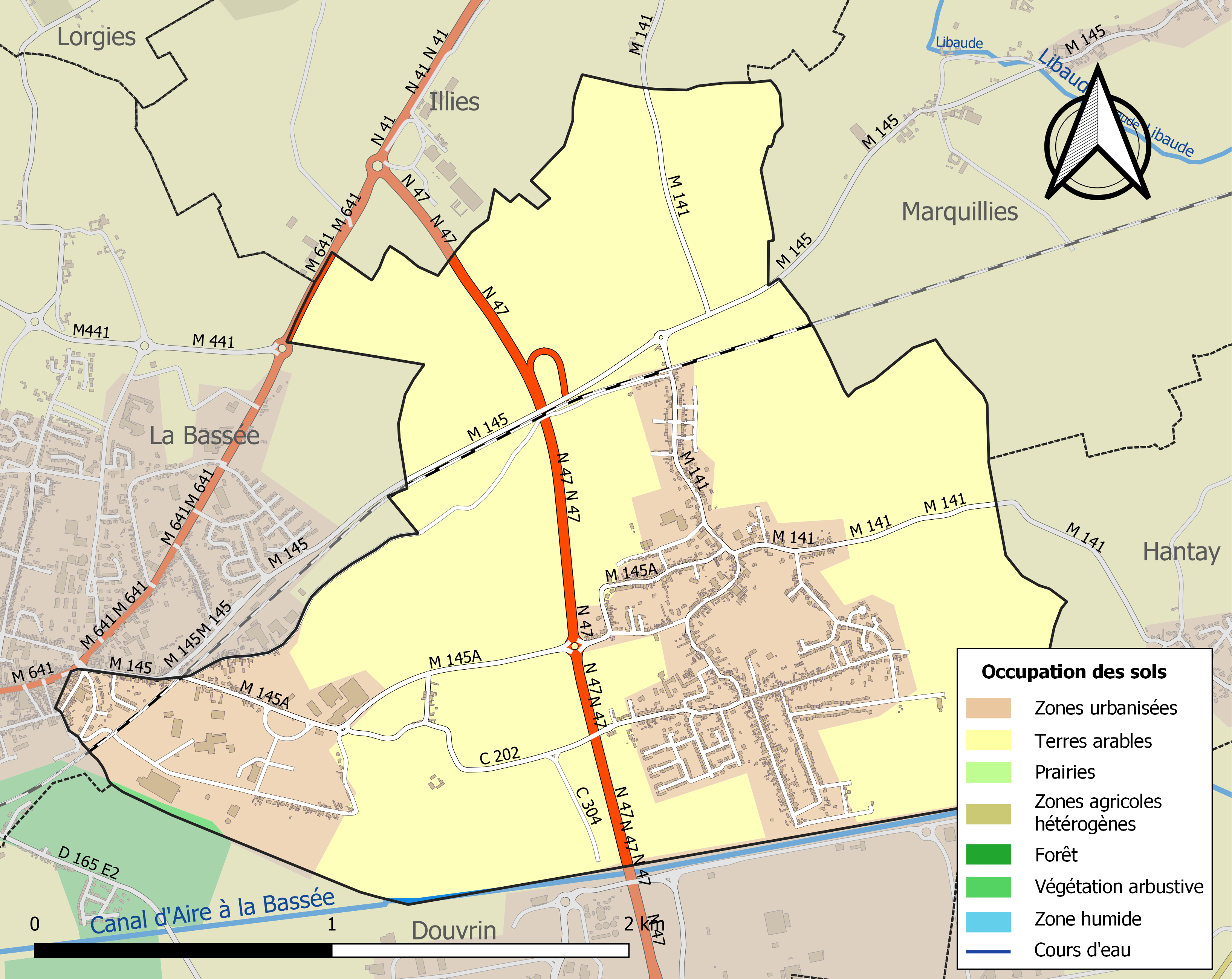
Carte des infrastructures et de l'occupation des sols de la commune en 2018 (CLC).

### Voies de communication et transports

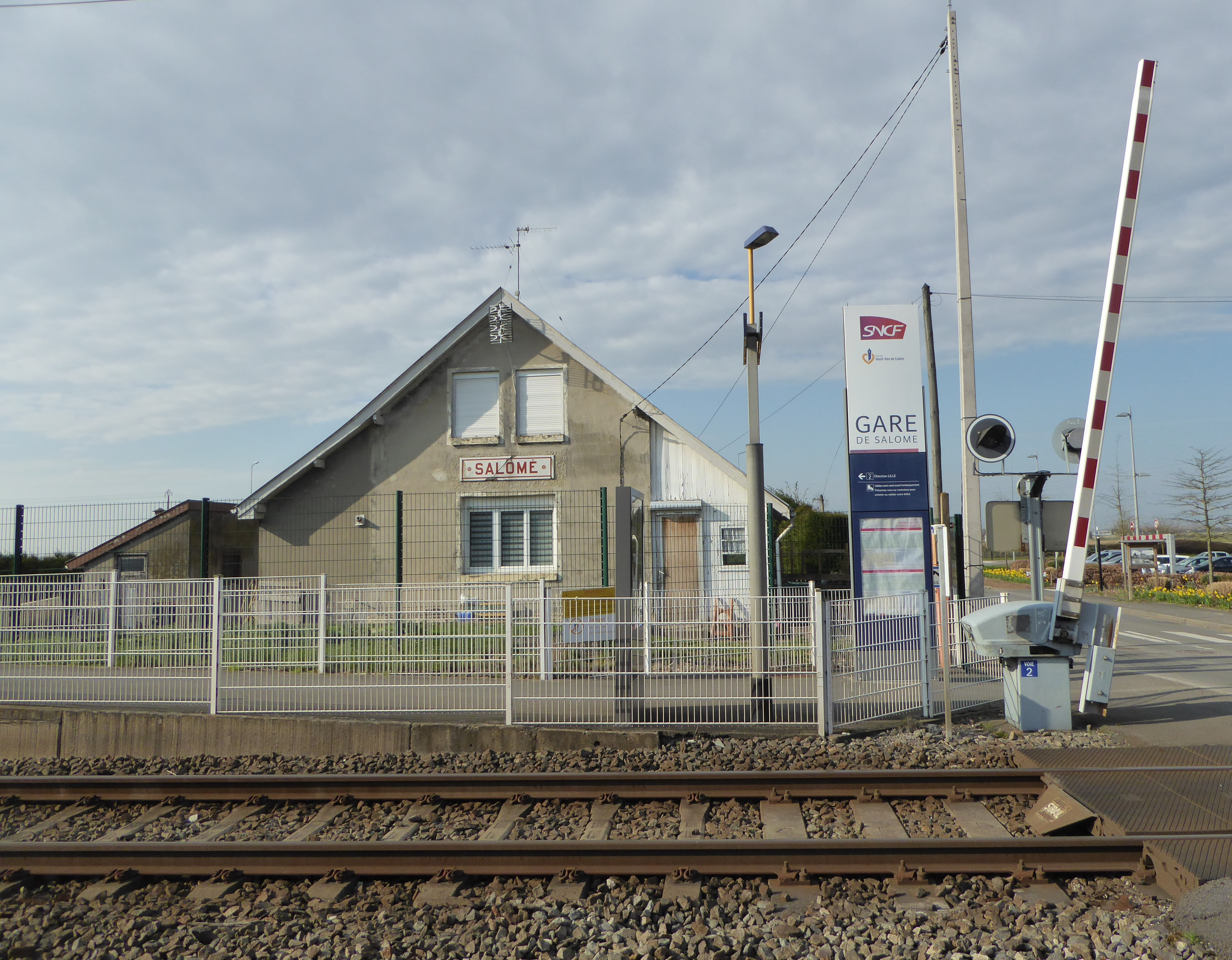
La gare en 2017.

La gare de Salomé est desservie par des trains TER Hauts-de-France circulant entre les gares de Lille-Flandres et de Béthune, ou de Saint-Pol-sur-Ternoise.
La commune est desservie, en 2023, par les lignes 61, 928, 930 et par les lignes de transport à la demande 22R et 61R du réseau Ilévia.

## Toponymie
La commune tire son nom d'un personnage dont il est fait mention au Xe siècle : Salomones Mansun.

## Histoire

### Avant laRévolution française
Des fouilles effectuées au XVIIIe siècle révèlent des vestiges romains et plusieurs médailles. Le village apparait avec certitude avant 984 car il se retrouve dans la donation faite à l'abbaye Saint-Pierre de Gand. Mansus ou Meix y indiquent un petit domaine rural.
Robert, évêque d'Arras, donna, en 1182, l'autel de ce village à l'abbaye de Saint-Bertin.
La proximité d'une ancienne place forte portant ce nom et à laquelle elle fut reliée par un canal au XIIIe siècle, valut à cette commune, citée dès 984, son nom actuel. La rue du Millénaire fut donc inaugurée en 1984.
Maintes fois envahi du fait de sa proximité avec la ville fortifiée de La Bassée, le village était, avant la Révolution française, dissocié en fiefs et seigneuries dont certains ont conservé le nom. Plusieurs fiefs pouvaient porter le nom du village.
Les comtes d'Hespel (Famille D'Hespel) sont une grande famille issue de Wallerand Hespel, Ier, depuis 1495. Ils possèdent des terres dans les quartiers des Weppes, Carembaut, Ferrain, Pévèle, Mélantois, en Artois et dans la Chatellenie de Courtrai. Ces domaines s'étendent au fil du temps plus particulièrement à Fournes et à Salomé. Un descendant de la famille, Clément-Séraphin-Marie Hespel, seigneur d'Hocron (sur Sainghin-en-Weppes), décédé en 1784 est encore inhumé à Salomé.
Jean-Baptiste de Lannoy (1616-1674), fils de Jean de Lannoy, seigneur des Plantis (à Cysoing), de la Deusle, Rabodenghes, de la Vigne, bourgeois de Lille, anobli en 1641, et de Marie Desbarbieux, nait à Lille en août 1616 (baptisé le 8 août 1616). Il est écuyer, seigneur des Prés (fief sur Flers?), de la Deusle, Salomé, Rabodenghes. Bourgeois de Lille le 5 novembre 1647, il est créé chevalier par lettres données à Madrid le 6 avril 1648. Mayeur de Lille en 1669 et 1670, il meurt à Lille le 7 août 1674. Il épouse à Lille le 2 avril 1647 Marie-Catherine de Logenhagan, baptisée à Lille le 15 novembre 1626, fille d'Antoine, écuyer, seigneur d'Inglant, et de Catherine de Hangouart.
Jean-Baptiste-François-Olivier de Lannoy (1650- avant 1700), fils de Jean-Baptiste de Lannoy, est chevalier, seigneur des Prés, de Salomé, de la Deusle. Il nait à Lille en janvier 1650 (baptisé le 23 janvier 1650), devient bourgeois de Lille le 18 mai 1675, est nommé grand bailli de Furnes par lettres données à Saint-Germain-en-Laye le 10 novembre 1679. Il meurt avant 1700. Il épouse le 14 octobre 1675 Françoise-Henriette de Tramecourt, fille de Georges, écuyer et de Françoise-Henriette de Haynin. Elle nait à Aire-sur-la-Lys en juin 1659 (baptisée le 27 juin 1659) et meurt à Lille le 21 août 1700. Ils ont eu huit enfants, dont :
1. Marie-Thérèse Françoise de Lannoy (1682-1764) épouse en 1698 à Lille Balthazar de Sainte-Aldegonde, fils du seigneur de Genech.
2. Marie-Thérèse de Lannoy(1687-1756), dame d'Emmerin[26].
3. Albert-François de Lannoy (1691-1719), baptisé et mort à Lille, bourgeois de Lille, seigneur de Roncq par son mariage[27],[28].

Est également retrouvé en tant que seigneur de Salomé vers 1626, Toussaint Ier des Barbieux, échevin de Lille, natif de Lille, bourgeois de Lille par relief du 15 mars 1590, tondeur de draps, seigneur de Salomé près de La Bassée, la Vigne, Breucq et les Pretz sur Flers-lez-Lille. Il a acheté ces fiefs en décembre 1609. Il est déclaré écuyer dans les registres de la loi de Lille à partir de 1632. Il descend des Barbieux dont plusieurs étaient chevaliers dès l'an 1300. Il prend pour femme Marie L'hermite, morte le 8 juillet 1626, issue de la maison à laquelle appartenait Pierre l'Ermite, chef de la croisade en 1096. Toussaint meurt le 16 octobre 1641.
Toussaint II des Barbieux, écuyer, fils de Toussaint Ier, baptisé à Lille le 29 juillet 1595, réside à Lille, et meurt célibataire avant son père. Il obtient sentence de noblesse de la gouvernance de Lille le 7 décembre 1628. Il bénéficie de lettres données à Madrid par le roi d'Espagne Philippe IV le 11 février 1630 le faisant chevalier. L'acte le dit seigneur des Prez et de Salomé. Il lègue sa riche bibliothèque aux Jésuites de Lille.
À côté de la seigneurie de Salomé, des fiefs situés sur la paroisse donnaient également à leur possesseur le titre de seigneur, ainsi celui de Coisnes.
Au XVIe siècle, François de Preudhomme de Hailly, chevalier, est seigneur de Coisnes. Son fils Pierre, seigneur de la Riandrie, marié à Anne Hangouart, fille de Bartholomé Hangouart, seigneur de Le Court (sur Aubers), est fait chevalier en 1640.
Clément-Séraphin-Marie Hespel (1716-1784) (Famille d'Hespel), écuyer, est seigneur d'Hocron (sur Sainghin-en-Weppes) et de Coisnes sur Salomé. Fils de Pierre-François-Séraphin,seigneur d'Hocron, de Frémicourt, bourgeois de Lille, administrateur de la Noble famille (institution recueillant les jeunes filles nobles démunies), député aux États de Lille et de Isbergue-Albertine Rouvroy., il est baptisé à Lille le 6 décembre 1716, accède à la bourgeoisie de Lille le 1er février 1746, devient député aux États de Lille en 1763. Il meurt à Lille le 8 septembre 1784, est inhumé à Salomé. Il épouse à Lille le 26 juillet 1745 Henriette-Françoise de Wazières (1723-1781). Elle est la fille de François-Eugène Dominique, écuyer, seigneur de Roncq, bourgeois de Lille et de Madeleine Françoise Cuvillon. Elle est baptisée à Lille le 5 septembre 1723 et meurt le 25 janvier 1781.
Clément-Henri-François Hespel (1748-1815), fils de Clément-Séraphin-Marie, écuyer, est seigneur de Coisnes, Hocron, Frémicourt, Hollebecque. Baptisé à Lille le 15 septembre 1748, bourgeois de Lille le 22 mars 1777, officier au régiment de Royal étranger cavalerie, il meurt à Lille le 8 mars 1815, à l'âge de 66 ans. Il épouse à Étricourt-Manancourt  le 19 juin 1776 Marie-Joseph-Jeanne-Gabrielle de Folleville, fille de Charles-François, marquis de Folleville, et de Marie-Jeanne-Marguerite Le Gras de Maurepaire. Née le 12 mai 1753, elle meurt à Lille le 20 février 1781.
Clément-Marie-Gabriel Hespel (1777-1853), fils de Clément-Henri-François, écuyer, est seigneur de Coisnes et de Hocron. Il nait à Coisnes le 2 octobre 1777, devient capitaine de la garde nationale mobile, est fait prisonnier à Gorcum en 1814 (Siège de Gorinchem (1813-1814). Il meurt à Saint-Nicolas (Flandre-Orientale), au pays de Waes le 14 mars 1853, à 75 ans. Il épouse à Saint-Nicholas en 1811 Marie-Emmanuelle Reynaerts, fille de Ferdinand-Philippe-Antoine-Jacques et de Marie-Catherine Van der Boonten, veuve de Frédéric-Augustin Scheeders. Née en 1765, elle meurt à Saint-Nicolas le 9 janvier 1848, à 73 ans.

### Depuis 1789
À la suite de la Première Guerre mondiale, en 1918, la localité sortit ruinée des combats de la plaine de la Lys.

## Politique et administration

### Liste des maires
Maire de 1802 à 1807 : Ferdinand Barbry,.
Maire en 1863 : Louis Paul Danel, fabricant de sucre.

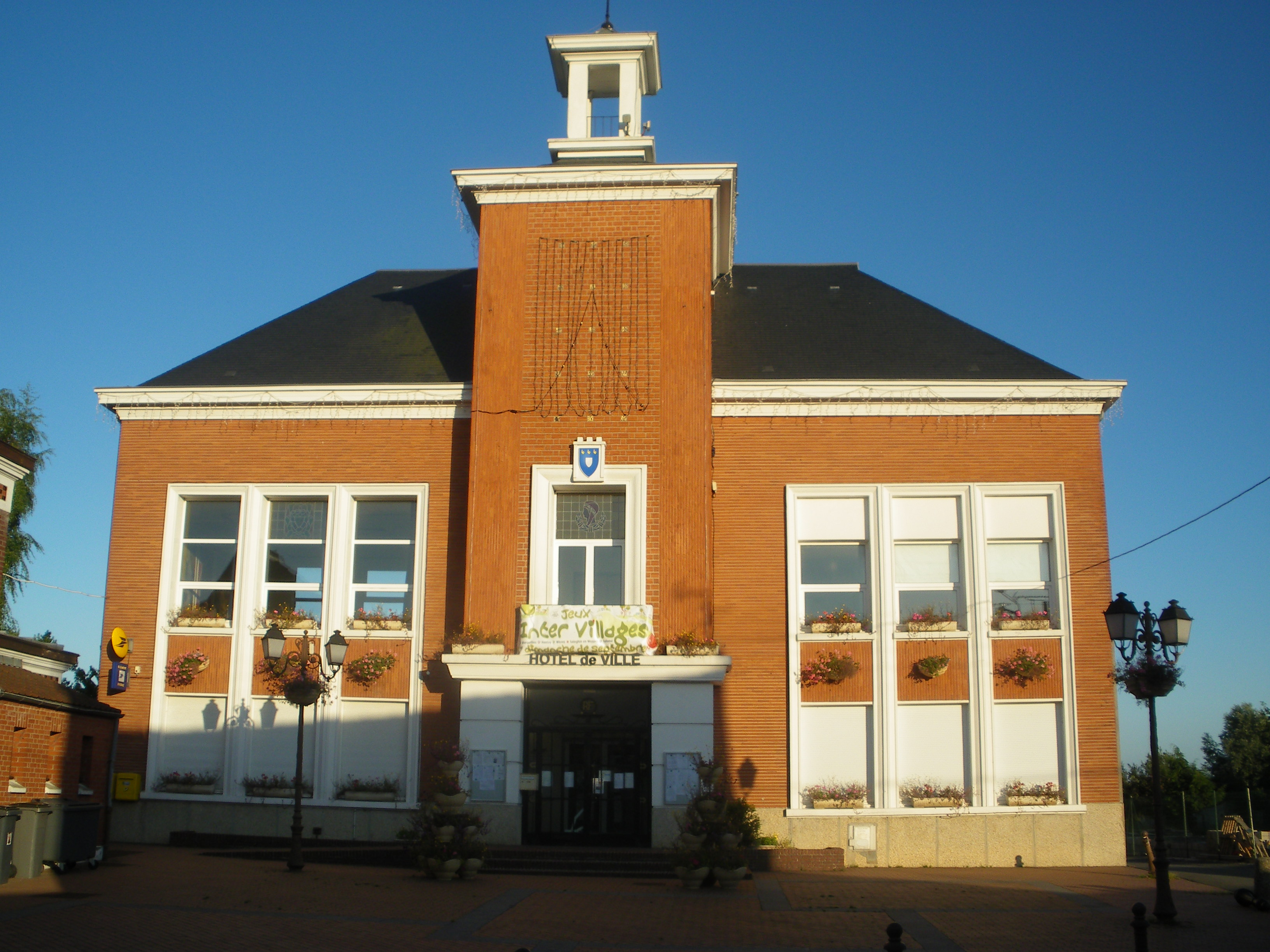
L'hôtel de ville.

Maire en 1881 : Dubrulle.
| Période                                  | Période                   | Identité           | Étiquette | Qualité |
| ---------------------------------------- | ------------------------- | ------------------ | --------- | --- |
| Les données manquantes sont à compléter. |                           |                    |           | |
| c. 1900                                  |                           | Edmond Lestarquit  |           | |
| novembre 1947                            | novembre 1972 (démission) | Émile Dubois       | SFIO      | Secrétaire de mairie Sénateur du Nord (1959 → 1965) Député de la 2e circonscription du Nord (1951 → 1955) Conseiller général du canton de La Bassée (1945 → 1958 puis 1964 → 1970) |
| 4 septembre 1982                         | 25 juin 1995              | Bruno Noblet       | PS        | Cadre à la CPAM - Conseiller de la communauté urbaine de Lille (83 à 95) |
| juin 1995                                | 2004                      | Raymond Nowacki    | SE        | Vice-président de la Communauté urbaine de Lille |
| 2004                                     | mars 2008                 | Gilberte Alexandre | SE        | |
| mars 2008                                | mars 2014                 | Philippe Amielh    | PS        | Fonctionnaire |
| mars 2014                                | En cours                  | Pierre Canesse     | DVG       | Retraité de la fonction publique Réélu pour le mandat 2020-2026 |

### Instances judiciaires et administratives
La commune relève du tribunal d'instance de Lille, du tribunal de grande instance de Lille, de la cour d'appel de Douai, du tribunal pour enfants de Lille, du tribunal de commerce de Tourcoing, du tribunal administratif de Lille et de la cour administrative d'appel de Douai.

## Population et société

### Démographie

#### Évolution démographique
L'évolution du nombre d'habitants est connue à travers les recensements de la population effectués dans la commune depuis 1793. Pour les communes de moins de 10 000 habitants, une enquête de recensement portant sur toute la population est réalisée tous les cinq ans, les populations de référence des années intermédiaires étant quant à elles estimées par interpolation ou extrapolation. Pour la commune, le premier recensement exhaustif entrant dans le cadre du nouveau dispositif a été réalisé en 2007.

En 2022, la commune comptait 3 116 habitants, en évolution de +4,95 % par rapport à 2016 (Nord : +0,51 %, France hors Mayotte : +2,11 %).
| 1793 | 1800 | 1806 | 1821 | 1831 | 1836 | 1841 | 1846 | 1851 |
| ---- | ---- | ---- | ---- | ---- | ---- | ---- | ---- | ---- |
| 480  | 566  | 601  | 625  | 716  | 746  | 811  | 870  | 860  |

| 1856 | 1861  | 1866  | 1872  | 1876  | 1881  | 1886  | 1891  | 1896  |
| ---- | ----- | ----- | ----- | ----- | ----- | ----- | ----- | ----- |
| 961  | 1 035 | 1 135 | 1 190 | 1 215 | 1 219 | 1 294 | 1 441 | 1 518 |

| 1901  | 1906  | 1911  | 1921  | 1926  | 1931  | 1936  | 1946  | 1954  |
| ----- | ----- | ----- | ----- | ----- | ----- | ----- | ----- | ----- |
| 1 652 | 1 690 | 1 860 | 1 397 | 1 797 | 1 864 | 1 804 | 2 024 | 2 290 |

| 1962  | 1968  | 1975  | 1982  | 1990  | 1999  | 2006  | 2007  | 2012  |
| ----- | ----- | ----- | ----- | ----- | ----- | ----- | ----- | ----- |
| 2 487 | 2 524 | 2 929 | 2 781 | 2 955 | 2 929 | 2 993 | 3 002 | 2 972 |

| 2017  | 2022  | - | - | - | - | - | - | - |
| ----- | ----- | - | - | - | - | - | - | - |
| 2 969 | 3 116 | - | - | - | - | - | - | - |

#### Pyramide des âges
La population de la commune est relativement jeune.
En 2018, le taux de personnes d'un âge inférieur à 30 ans s'élève à 37,0 %, soit en dessous de la moyenne départementale (39,5 %). À l'inverse, le taux de personnes d'âge supérieur à 60 ans est de 20,3 % la même année, alors qu'il est de 22,5 % au niveau départemental.
En 2018, la commune comptait 1 444 hommes pour 1 512 femmes, soit un taux de 51,15 % de femmes, légèrement inférieur au taux départemental (51,77 %).
Les pyramides des âges de la commune et du département s'établissent comme suit.
| Hommes | Classe d’âge | Femmes |
| ------ | ------------ | ------ |
| 0,0    | 90 ou +      | 1,0    |
| 4,3    | 75-89 ans    | 6,8    |
| 13,5   | 60-74 ans    | 14,9   |
| 20,2   | 45-59 ans    | 20,5   |
| 22,7   | 30-44 ans    | 22,0   |
| 16,9   | 15-29 ans    | 14,7   |
| 22,4   | 0-14 ans     | 20,1   |

| Hommes | Classe d’âge | Femmes |
| ------ | ------------ | ------ |
| 0,5    | 90 ou +      | 1,4    |
| 5,3    | 75-89 ans    | 8,1    |
| 14,8   | 60-74 ans    | 16,2   |
| 19,1   | 45-59 ans    | 18,4   |
| 19,5   | 30-44 ans    | 18,7   |
| 20,7   | 15-29 ans    | 19,1   |
| 20,2   | 0-14 ans     | 18     |

## Culture locale et patrimoine

### Lieux et monuments
Le cimetière est situé sur la route d'Hantay, petite commune jouxtant le village. Il comporte un cimetière militaire allemand de la Première Guerre mondiale ainsi que deux tombes du Commonwealth de la Seconde Guerre mondiale.
L'église Saint-Vaast, construite par le chevalier Albéric d'Hespel d'Hocron au XIXe siècle, quasiment détruite pendant la Première Guerre mondiale, est reconstruite dans les années 1920. De nouveau endommagée au début de la Seconde Guerre mondiale, elle est restaurée après guerre.

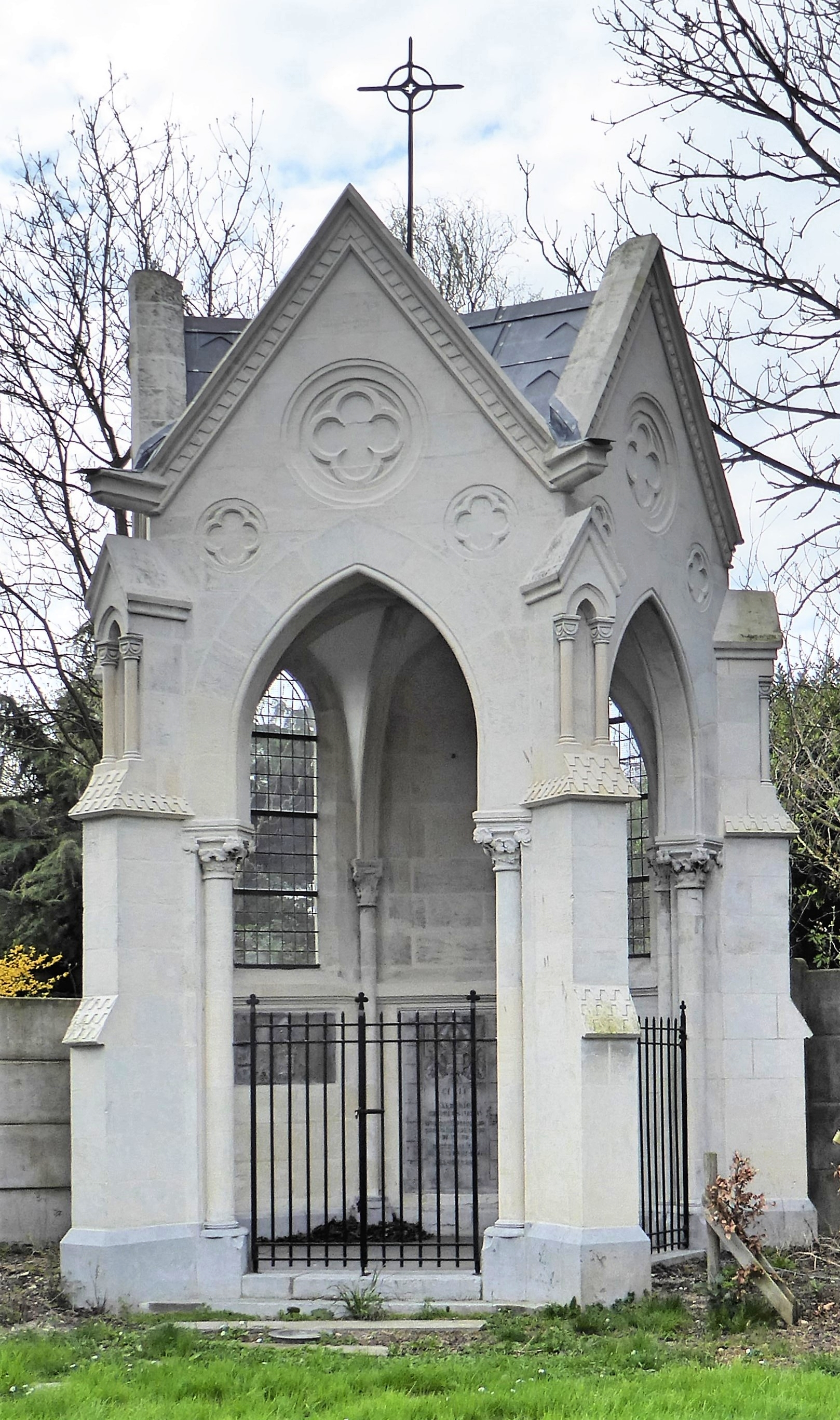
la chapelle des comtes d'Hespel d'Hocron

Deux édifices méritent une attention particulière : il s'agit du presbytère (que la municipalité n'a pas souhaité conserver et qui a été détruit en 2010) ainsi qu'une ancienne chapelle des comtes d'Hespel d'Hocron appartenant à la famille d'Hespel.

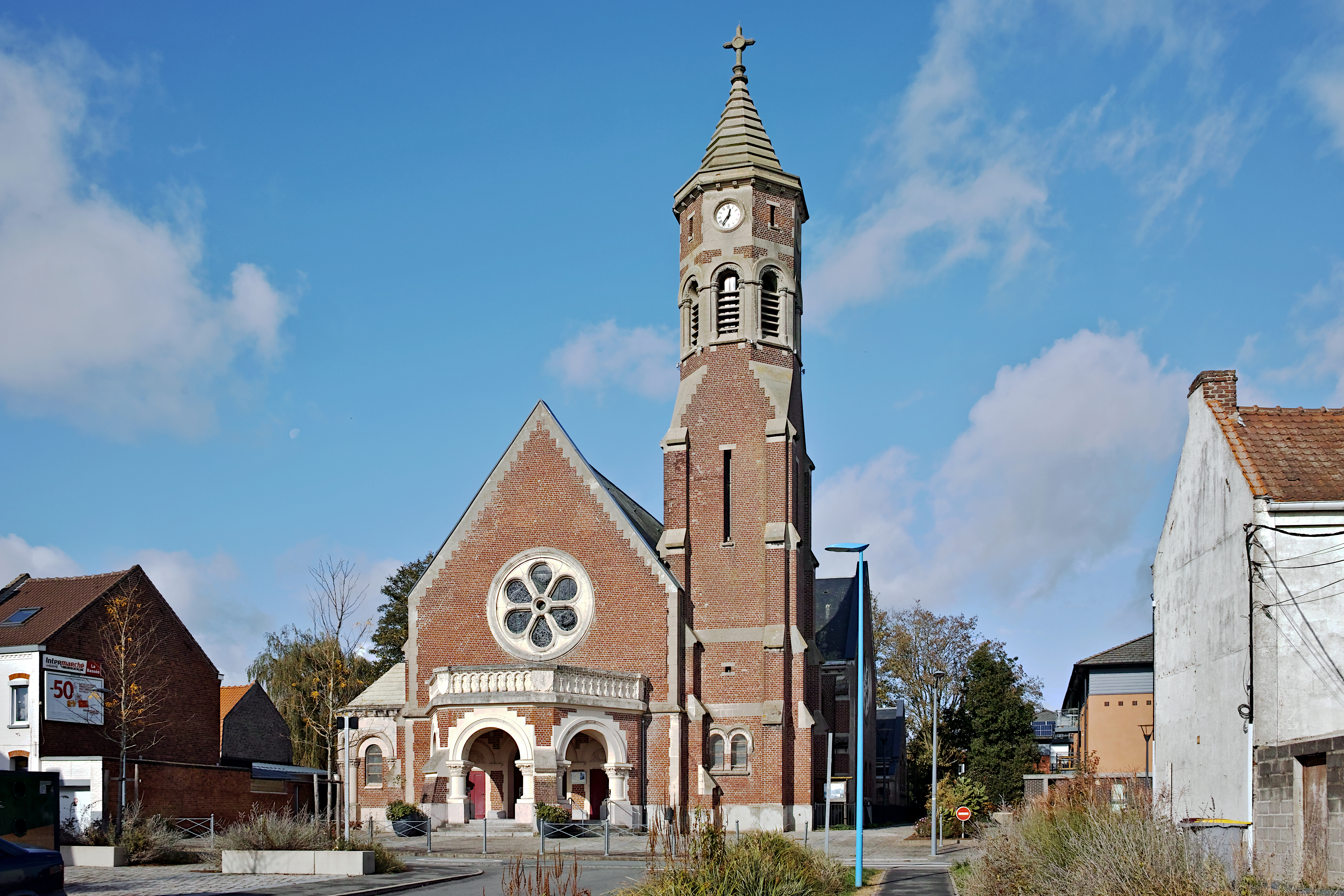
L'église
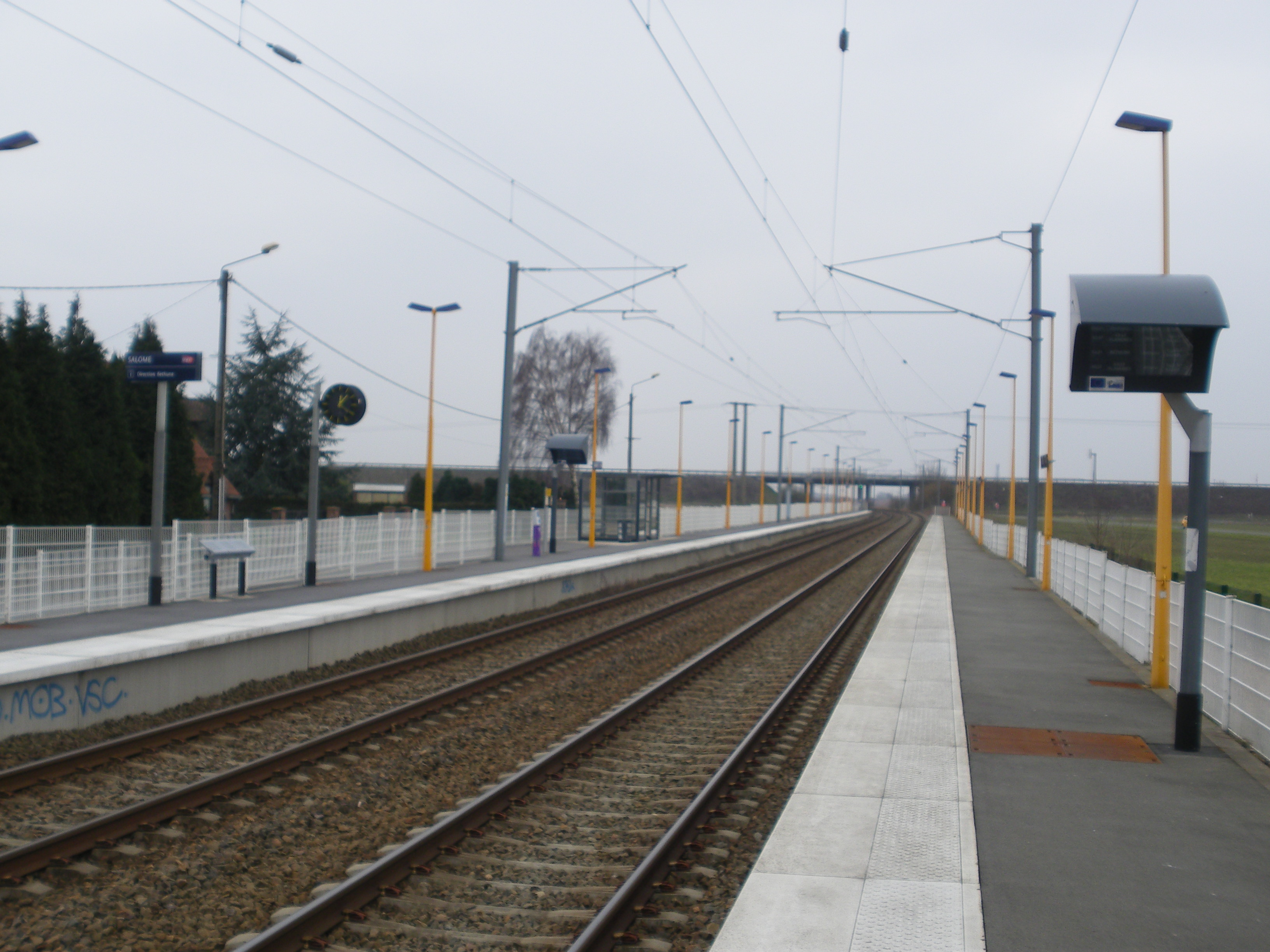
La gare

### Héraldique
|  | Les armes de Salomé se blasonnent ainsi : D'azur à l'écu d'argent en abîme, accompagné en chef de trois merlettes d'or rangées en fasce. |

## Pour approfondir